# 卞趙如蘭
卞趙如蘭（英語：Rulan Chao Pian，1922年4月19日—2013年11月30日），東方語文與中國音樂博士，為哈佛大學文理學院最早的十位女性正教授之一。中華民國中央研究院院士，人文組首位女性院士。其研究領域以中國音樂史及中國傳統音樂為主。趙元任和楊步偉之長女。

## 生平
學生時期就讀拉德克利夫學院，並於1944年獲得西方音樂史學士學位；1946年獲得西方中古音樂史碩士學位；1960年以宋代音樂研究獲得東方語文與中國音樂博士學位。
1961年起於哈佛大學音樂系任教，1974年起成為東亞語言文化系與音樂系正教授。
經常到中國進行田野調查，晚年將其收藏的書籍、教學資料、筆記、手稿、信件及七千多件影音資料、十八件樂器及六千多冊書籍期刊捐給香港中文大學圖書館，該館因而成立「卞趙如蘭音樂特藏」。

## 專長
- 音樂社會人類學
- 中國音樂史
- 現代中國傳統音樂
- 將語言學的理論和研究方法應用到音樂分析
- 為最早用音樂學角度研究中國口傳演藝文學的學者之一

## 著作
- 《宋代音樂資料及其闡釋》（1967年），當年被美國音樂學學會（英语：American Musicological Society）評為最佳音樂史著作。[3]

## 榮譽
- Phi Beta Kappa（英语：Phi Beta Kappa）會員（1961）
- Carolyne Wilby博士論文獎（英语：Caroline Wilby Prize）（1960）
- Otto Kinkeldey出版獎（美國音樂學學會）（1968）
- 拉德克利夫學院傑出校友獎（1980）
- 中央研究院院士（1990）
- 武漢華中理工大學名譽教授（1990）
- 長沙中南工業大學名譽教授（1991）
- 上海音樂學院音樂研究所名譽研究員（1991）
- 北京中國藝術研究院音樂研究所客座研究員（1993）、名譽研究員（1997）
- 成都西南交通大學名譽教授（1994）

## 外部連結
- 香港中文大學圖書館「卞趙如蘭特藏」 （页面存档备份，存于）